# Cartoon Network Arabic
Cartoon Network Arabic (in arabo  كرتون نتورك بالعربية‎?) è un canale per bambini gratuito trasmesso in Medio Oriente e in Nord Africa (ad esclusione di Israele, Iran, Turchia e Cipro). È la versione araba di Cartoon Network; la versione HD (chiamata Cartoon Network MENA) è a pagamento su beIN ed è disponibile in inglese e in arabo.

## Storia
Il canale è stato lanciato il 10 ottobre 2010 alle 10:10 GST, in coincidenza con l'apertura degli uffici di Turner Broadcasting System Europe a Dubai. 
Il 9 aprile 2014, Cartoon Network Arabic ha dovuto rilasciare delle dichiarazioni su Facebook a causa di una scena troppo spinta (trasmessa alle ore 14:45 di venerdì 4 aprile 2014) per il mondo arabo. Il direttore del canale è stato licenziato e ne è stato assunto uno nuovo che ha cambiato le regole sulle trasmissioni dei cartoni animati. Perciò tutte le scene nei cartoni contenenti: violenza, romanticismo, e parti ritenute troppo spaventose per i bambini verranno tagliate. 
Il 5 ottobre 2014 il canale passa dal formato immagine 4:3 a quello 16:9 e da quel giorno iniziò a utilizzare lo stile Check it 3.0.
Il canale da quel giorno ha iniziato a perdere molti spettatori a causa delle troppe restrizioni imposte dal nuovo direttore. Cartoon Network Arabic, essendo un canale gratuito, ha iniziato a perdere soldi a causa del pubblico che stava sempre diminuendo e quindi ha iniziato a trasmettere cartoni reboot perché erano più economici e il doppiaggio costava molto meno.
Dal 2019 il canale è gestito dalla filiale mediorientale di Warner Bros.

## Programmazione
I cartoni d'animazione in onda includono serie originali di Cartoon Network Studios come Regular Show, Le Superchicche, Uncle Grandpa, Clarence, Adventure Time, We Bare Bears, Transformers: Robots, Teen Titans Go!, Lo straordinario mondo di Gumball, Ninjago, Teen Titans, Steven Universe e tanti altri.
Il canale è disponibile solo in arabo, senza possibilità di passare all'inglese o ad altre lingue. Questo è dovuto al fatto che il canale è un free-to-air canale televisivo rivolto esclusivamente a un pubblico di lingua araba.
Cartoon Network Arabic ha anche fatto serie originali, come Mansour e la versione araba di Ben 10: Ultimate Challenge.

## Cartoonito

Logo del blocco dal 2011 al 2014

Logo del blocco dal 2019 al 2020

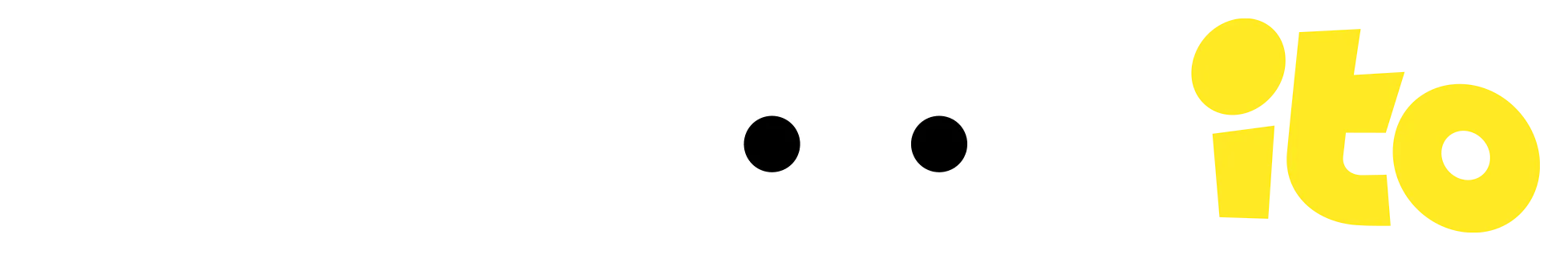
Logo del blocco dal 2020 al 2022

Nel 2011 Turner Broadcasting System Europe aveva annunciato che avrebbe lanciato il suo canale Cartoonito per bambini in età prescolare con sede nel Regno Unito. Su Cartoon Network Arabic, Cartoonito è stato lanciato come blocco mattutino trasmesso ogni giorno a partire dal 4 settembre 2011. Tuttavia, il blocco è stato eliminato il 1º aprile 2014, con alcuni cartoni non più disponibili.
È poi tornato il 24 marzo 2019 con 3 cartoni precedentemente non disponibili. È stato chiuso e riaperto di nuovo a dicembre, con la rimozione di alcuni programmi precedentemente presenti nel blocco. Nel 2020 la veste grafica del blocco è stata rinnovata, cambiando le promo ed il logo. Il blocco chiuse definitivamente, rimanendo solo su Boomerang, nel 2022.

## Canali correlati
- Cartoon Network +2: il canale timeshift di due ore è stato lanciato il 30 giugno 2014 tramite la rete televisiva a pagamento My-HD. È stato chiuso nel gennaio 2016 in seguito all'accordo di Turner Broadcasting System Arabia con beIN Media Group.
- Cartoon Network HD: nel marzo 2012 Cartoon Network Arabic è diventato disponibile alta definizione tramite il servizio YahLive. Tuttavia Il canale è stato infine spostato al servizio di beIN Network dopo che l'accordo era entrato in vigore nel gennaio 2016. Nel maggio 2016, il canale è stato sostituito a grazie all'Annunciazione di due nuovi canali, Cartoon Network MENA e Boomerang MENA che sono stati successivamente lanciati nel luglio dello stesso anno.
- Cartoon Network HINDI: il 1º aprile 2016 il gruppo beIN in associazione con Turner Broadcasting System Arabia, ha lanciato Cartoon Network Hindi esclusivamente tramite beIN. Cartoon Network Hindi fornisce programmi animati per bambini rivolto al pubblico indiano. Come suggerisce il nome, il canale è disponibile solo in hindi, che è simile al canale in onda Nel mondo arabo. Il 12 gennaio 2017 il canale è stato convertito in HD e ha subito un restyling.

## Disponibilità satellitare
- Nilesat:12226 H - 27500-5/6
- ARABSAT BADR6:11747 V - 27500 - 3/4
- Yahsat 1A:12130 H - 27500 - 8/9
- beIN:Canale 107 (Canale Criptato)
- eLife:Canale 311 (HD)
- du:Canale 356 (HD)
- Humax:Canale 13

## Disponibilità via cavo
- Moziac TV (Qatar): Canale 14 (SD)